# Központi és nyugati kerület
Központi és nyugati kerület (kínaiul: 中西區, jűtphing (jyutping): Zung1 Sai1 Keoi1, magyaros: Cung szaj khöü) Hongkong egyik kerülete, mely Hongkong-sziget városrészhez tartozik.

## Látnivalói
A kerület Hongkong belvárosának számít. Itt található többek között a városháza, Hongkong törvényhozó testületének épülete, a legfelsőbb bíróság épülete. Híres látnivalói közé tartozik a Central–Mid Levels mozgólépcső, mely a leghosszabb kültéri fedett mozgólépcsőrendszer a világon. A Bank of China Tower és az International Finance Centre a város legmagasabb felhőkarcolói közé tartozik.